# 강현중학교 (강원)
강현중학교(降峴中學校)는 대한민국 강원특별자치도 양양군 강현면 정암리에 있는 공립 중학교이다.

## 학교 연혁
- 1969년 10월 14일 : 강현중학교 설립인가 (6학급)
- 1970년 3월 16일 : 강현중학교 개교
- 2011년 12월 13일 : 한솔관 및 인조잔디 운동장 준공
- 2023년 9월 1일 : 제29대 어윤이 교장 부임
- 2025년 1월 8일 : 제53회 졸업식(졸업생 10명, 총 3,218명)
- 2025년 3월 4일 : 2025년 신입생 입학(17명)

## 참고 자료
- 강현중학교 - 한국교육학술정보원 학교알리미